# Damian Baran
Damian Baran (ur. 22 stycznia 1999 w Rzeszowie) – polski siatkarz, grający na pozycji środkowego. Od sezonu 2018/2019 występuje w drużynie Karpaty Krosno.

## Sukcesy klubowe
Mistrzostwa Polski Kadetów:
- 2015
- 2016

Mistrzostwa Polski Juniorów:
- 2017, 2018

## Sukcesy reprezentacyjne
Międzynarodowy Turniej EEVZA U-17:
- 2015